# Channakeshavapura, Chintamani
Channakeshavapura là một làng thuộc tehsil Chintamani, huyện Kolar, bang Karnataka, Ấn Độ.